# Statistiche e record di Venus Williams
| Finali in carriera                               |                            |       |       |     |        |
| Specialità                                       | Categoria                  | Vinte | Perse | Tot | V %    |
| Singolare                                        | Grande Slam                | 7     | 9     | 16  | 43.75% |
| Singolare                                        | Giochi olimpici            | 1     | 0     | 1   | 100%   |
| Singolare                                        | Torneo di fine anno        | 1     | 2     | 3   | 33.33% |
| Singolare                                        | Grand Slam Cup             | 1     | 1     | 2   | 50%    |
| Singolare                                        | WTA Premier Mandatory & 5* | 9     | 6     | 15  | 60%    |
| Singolare                                        | WTA Tour                   | 30    | 16    | 46  | 65.22% |
| Singolare                                        | Totale                     | 49    | 34    | 83  | 59.04% |
| Doppio                                           | Grande Slam                | 14    | 0     | 14  | 100%   |
| Doppio                                           | Giochi olimpici            | 3     | 0     | 3   | 100%   |
| Doppio                                           | Torneo di fine anno        | –     | –     | –   | –      |
| Doppio                                           | WTA Premier Mandatory & 5* | 2     | 0     | 2   | 100%   |
| Doppio                                           | WTA Tour                   | 3     | 1     | 4   | 75%    |
| Doppio                                           | Totale                     | 22    | 1     | 23  | 95.65% |
| Doppio misto                                     | Grande slam                | 2     | 1     | 3   | 66.67% |
| Doppio misto                                     | Totale                     | 2     | 1     | 3   | 66.67% |
| Totale                                           | Totale                     | 73    | 35    | 108 | 67.59% |
| * Conosciuti in precedenza come tornei "Tier I". |                            |       |       |     |        |

In questa pagina sono riportate le statistiche e i record realizzati da Venus Williams durante la carriera tennistica.

## Statistiche

### Singolare

#### Vittorie (49)
| Legenda: Prima del 2009                    | Legenda: Dal 2009     |
| ------------------------------------------ | --------------------- |
| Grande Slam (7)                            |                       |
| Ori Olimpici (1)                           |                       |
| WTA Championships (1) / Grand Slam Cup (1) |                       |
| WTA Elite Trophy (1)                       |                       |
| Tier I (6)                                 | Premier Mandatory (0) |
| Tier II (17)                               | Premier 5 (3)         |
| Tier III (5)                               | Premier (1)           |
| Tier IV & V (1)                            | International (5)     |

| N.  | Data              | Torneo                                   | Superficie    | Avversaria in finale | Punteggio      |
| 1.  | 23 febbraio 1998  | Cellular South Cup, Oklahoma City        | Cemento (i)   | Joannette Kruger     | 6–3, 6–2       |
| 2.  | 16 marzo 1998     | Sony Ericsson Open, Key Biscayne         | Cemento       | Anna Kurnikova       | 2–6, 6–4, 6–1  |
| 3.  | 28 settembre 1998 | Grand Slam Cup, Monaco                   | Cemento       | Patty Schnyder       | 6–2, 3–6, 6–2  |
| 4.  | 28 febbraio 1999  | Cellular South Cup, Oklahoma City (2)    | Cemento       | Amanda Coetzer       | 6–4, 6–0       |
| 5.  | 15 marzo 1999     | Sony Ericsson Open, Key Biscayne (2)     | Cemento       | Serena Williams      | 6–1, 4–6, 6–4  |
| 6.  | 26 aprile 1999    | Betty Barclay Cup, Amburgo               | Terra rossa   | Mary Pierce          | 6–0, 6–3       |
| 7.  | 3 maggio 1999     | Internazionali d'Italia, Roma            | Terra rossa   | Mary Pierce          | 6–4, 6–2       |
| 8.  | 23 agosto 1999    | Pilot Pen Tennis, New Haven              | Cemento       | Lindsay Davenport    | 6–2, 7–5       |
| 9.  | 11 ottobre 1999   | Zurich Open, Zurigo                      | Sintetico (i) | Martina Hingis       | 6–3, 6–4       |
| 10. | 26 giugno 2000    | Torneo di Wimbledon, Londra              | Erba          | Lindsay Davenport    | 6–3, 7–63      |
| 11. | 24 luglio 2000    | Bank of the West Classic, Stanford       | Cemento       | Lindsay Davenport    | 6–1, 6–4       |
| 12. | 31 luglio 2000    | Acura Classic, San Diego                 | Cemento       | Monica Seles         | 6–0, 63–7, 6–3 |
| 13. | 21 agosto 2000    | Pilot Pen Tennis, New Haven (2)          | Cemento       | Monica Seles         | 6–2, 6–4       |
| 14. | 28 agosto 2000    | US Open, New York                        | Cemento       | Lindsay Davenport    | 6–4, 7–5       |
| 15. | 18 settembre 2000 | Giochi Olimpici, Sydney                  | Cemento       | Elena Dement'eva     | 6–2, 6–4       |
| 16. | 19 marzo 2001     | Sony Ericsson Open, Key Biscayne (3)     | Cemento       | Jennifer Capriati    | 4–6, 6–1, 7–64 |
| 17. | 30 aprile 2001    | Betty Barclay Cup, Amburgo (2)           | Terra rossa   | Meghann Shaughnessy  | 6–3, 6–0       |
| 18. | 25 giugno 2001    | Torneo di Wimbledon, Londra (2)          | Erba          | Justine Henin        | 6–1, 3–6, 6–0  |
| 19. | 30 luglio 2001    | Acura Classic, San Diego (2)             | Cemento       | Monica Seles         | 6–2, 6–3       |
| 20. | 20 agosto 2001    | Pilot Pen Tennis, New Haven (3)          | Cemento       | Lindsay Davenport    | 7–66, 6–4      |
| 21. | 27 agosto 2001    | US Open, New York (2)                    | Cemento       | Serena Williams      | 6–2, 6–4       |
| 22. | 31 dicembre 2001  | Australian Women's Hardcourt, Gold Coast | Cemento       | Justine Henin        | 7–5, 6–2       |
| 23. | 4 febbraio 2002   | Open GDF Suez, Parigi                    | Sintetico (i) | Jelena Dokić         | walkover       |
| 24. | 11 febbraio 2002  | Proximus Diamond Games, Anversa          | Sintetico (i) | Justine Henin        | 6–3, 5–7, 6–3  |
| 25. | 8 aprile 2002     | MPS Group Championships, Amelia Island   | Terra verde   | Justine Henin        | 2–6, 7–5, 7–65 |
| 26. | 22 luglio 2002    | Bank of the West Classic, Stanford (2)   | Cemento       | Kim Clijsters        | 6–3, 6–3       |
| 27. | 29 luglio 2002    | Acura Classic, San Diego (3)             | Cemento       | Jelena Dokić         | 6–2, 6–2       |
| 28. | 19 agosto 2002    | Pilot Pen Tennis, New Haven (4)          | Cemento       | Lindsay Davenport    | 7–5, 6–0       |
| 29. | 10 febbraio 2003  | Proximus Diamond Games, Anversa (2)      | Sintetico (i) | Kim Clijsters        | 6–2, 6–4       |
| 30. | 12 aprile 2004    | Family Circle Cup, Charleston            | Terra verde   | Conchita Martínez    | 2–6, 6–2, 6–1  |
| 31. | 26 aprile 2004    | Warsaw Open, Varsavia                    | Terra rossa   | Svetlana Kuznecova   | 6–1, 6–4       |
| 32. | 15 maggio 2005    | Istanbul Cup, Istanbul                   | Terra rossa   | Nicole Vaidišová     | 6–3, 6–2       |
| 33. | 9 luglio 2005     | Torneo di Wimbledon, Londra (3)          | Erba          | Lindsay Davenport    | 4–6, 7–64, 9–7 |
| 34. | 24 febbraio 2007  | Cellular South Cup, Memphis (3)          | Cemento (i)   | Shahar Peer          | 6–1, 6–1       |
| 35. | 7 luglio 2007     | Torneo di Wimbledon, Londra (4)          | Erba          | Marion Bartoli       | 6–4, 6–1       |
| 36. | 30 settembre 2007 | Hansol Korea Open, Seul                  | Cemento       | Marija Kirilenko     | 6–3, 1–6, 6–4  |
| 37. | 5 luglio 2008     | Torneo di Wimbledon, Londra (5)          | Erba          | Serena Williams      | 7–5, 6–4       |
| 38. | 19 ottobre 2008   | Zurich Open, Zurigo (2)                  | Sintetico (i) | Flavia Pennetta      | 7–61, 6–2      |
| 39. | 9 novembre 2008   | Sony Ericsson Championships, Doha        | Cemento       | Vera Zvonarëva       | 65–7, 6–0, 6–2 |
| 40. | 21 febbraio 2009  | Dubai Tennis Championships, Dubai        | Cemento       | Virginie Razzano     | 6–4, 6–2       |
| 41. | 28 febbraio 2009  | Abierto Mexicano Telcel, Acapulco        | Terra rossa   | Flavia Pennetta      | 6–1, 6–2       |
| 42. | 20 febbraio 2010  | Dubai Tennis Championships, Dubai (2)    | Cemento       | Viktoryja Azaranka   | 6–3, 7–5       |
| 43. | 27 febbraio 2010  | Abierto Mexicano Telcel, Acapulco (2)    | Terra rossa   | Polona Hercog        | 2–6, 6–2, 6–3  |
| 44. | 21 ottobre 2012   | BGL Luxembourg Open, Lussemburgo         | Cemento (i)   | Monica Niculescu     | 6-2 6-3        |
| 45. | 22 febbraio 2014  | Dubai Tennis Championships, Dubai (3)    | Cemento       | Alizé Cornet         | 6-3, 6-0       |
| 46. | 10 gennaio 2015   | ASB Classic, Auckland                    | Cemento       | Caroline Wozniacki   | 2-6, 6-3, 6-3  |
| 47. | 3 ottobre 2015    | Wuhan Open, Wuhan                        | Cemento       | Garbiñe Muguruza     | 6-3, 3-0 r.    |
| 48. | 8 novembre 2015   | WTA Elite Trophy, Zhuhai                 | Cemento (i)   | Karolína Plíšková    | 7-5, 7-66      |
| 49. | 14 febbraio 2016  | Taiwan Open, Kaohsiung                   | Cemento       | Misaki Doi           | 6-4, 6-2       |

#### Sconfitte (34)
| Legenda: Prima del 2009                    | Legenda: Dal 2009     |
| ------------------------------------------ | --------------------- |
| Grande Slam (9)                            |                       |
| Ori Olimpici (0)                           |                       |
| WTA Championships (2) / Grand Slam Cup (1) |                       |
| WTA Elite Trophy (0)                       |                       |
| Tier I (3)                                 | Premier Mandatory (2) |
| Tier II (11)                               | Premier 5 (1)         |
| Tier III (1)                               | Premier (2)           |
| Tier IV & V (0)                            | International (2)     |

| N.  | Data              | Torneo                                 | Superficie    | Avversaria in finale    | Punteggio           |
| 1.  | 7 settembre 1997  | US Open, New York                      | Cemento       | Martina Hingis          | 0-6, 4-6            |
| 2.  | 18 gennaio 1998   | Medibank International, Sydney         | Cemento       | Arantxa Sánchez Vicario | 1-6, 3-6            |
| 3.  | 17 maggio 1998    | Internazionali BNL d'Italia, Roma      | Terra rossa   | Martina Hingis          | 3-6, 6-2, 3-6       |
| 4.  | 27 luglio 1998    | Bank of the West Classic, Stanford     | Cemento       | Lindsay Davenport       | 4-6, 7-5, 4-6       |
| 5.  | 12 ottobre 1998   | Zurich Open, Zurigo                    | Sintetico (i) | Lindsay Davenport       | 5-7, 3-6            |
| 6.  | 21 febbraio 1999  | Faber Grand Prix, Hannover             | Sintetico (i) | Jana Novotná            | 4-6, 4-6            |
| 7.  | 26 luglio 1999    | Bank of the West Classic, Stanford (2) | Cemento       | Lindsay Davenport       | 61-7, 2-6           |
| 8.  | 8 agosto 1999     | Acura Classic, San Diego               | Cemento       | Martina Hingis          | 4-6, 0-6            |
| 9.  | 3 ottobre 1999    | Grand Slam Cup, Monaco di Baviera      | Cemento       | Serena Williams         | 1-6, 6-3, 3-6       |
| 10. | 16 ottobre 2000   | Generali Ladies Linz, Linz             | Cemento (i)   | Lindsay Davenport       | 4-6, 6-3, 2-6       |
| 11. | 29 aprile 2002    | Betty Barclay Cup, Amburgo             | Terra rossa   | Kim Clijsters           | 6-1, 3-6, 4-6       |
| 12. | 9 giugno 2002     | Open di Francia, Parigi                | Terra rossa   | Serena Williams         | 5-7, 3-6            |
| 13. | 7 luglio 2002     | Torneo di Wimbledon, Londra            | Erba          | Serena Williams         | 64-7, 3-6           |
| 14. | 8 settembre 2002  | US Open, New York (2)                  | Cemento       | Serena Williams         | 4-6, 3-6            |
| 15. | 26 gennaio 2003   | Australian Open, Melbourne             | Cemento       | Serena Williams         | 64-7, 6-3, 4-6      |
| 16. | 28 aprile 2003    | Warsaw Open, Varsavia                  | Terra rossa   | Amélie Mauresmo         | 7-66, 0-6, 0-3 rit. |
| 17. | 6 luglio 2003     | Torneo di Wimbledon, Londra (2)        | Erba          | Serena Williams         | 6-4, 4-6, 2-6       |
| 18. | 3 maggio 2004     | Qatar Telecom German Open, Berlino     | Terra rossa   | Amélie Mauresmo         | walkover            |
| 19. | 12 luglio 2004    | Bank of the West Classic, Stanford (3) | Cemento       | Lindsay Davenport       | 64-7, 7-5, 64-7     |
| 20. | 14 febbraio 2005  | Proximus Diamond Games, Anversa        | Sintetico (i) | Amélie Mauresmo         | 6-4, 5-7, 4-6       |
| 21. | 1º agosto 2005    | Bank of the West Classic, Stanford (4) | Cemento       | Kim Clijsters           | 5-7, 2-6            |
| 22. | 6 ottobre 2007    | Japan Open Tennis Championships, Tokyo | Cemento       | Virginie Razzano        | 6-4, 67-7, 4-6      |
| 23. | 5 luglio 2009     | Torneo di Wimbledon, Londra (3)        | Erba          | Serena Williams         | 63-7, 2-6           |
| 24. | 2 agosto 2009     | Bank of the West Classic, Stanford (5) | Cemento       | Marion Bartoli          | 2-6, 7-5, 4-6       |
| 25. | 1º novembre 2009  | Sony Ericsson Championships, Doha      | Cemento       | Serena Williams         | 2-6, 64-7           |
| 26. | 3 aprile 2010     | Sony Ericsson Open, Miami              | Cemento       | Kim Clijsters           | 2-6, 1-6            |
| 27. | 16 maggio 2010    | Mutua Madrileña Madrid Open, Madrid    | Terra rossa   | Aravane Rezaï           | 2-6, 5-7            |
| 28. | 4 gennaio 2014    | ASB Classic, Auckland                  | Cemento       | Ana Ivanović            | 2-6, 7-5, 4-6       |
| 29. | 10 agosto 2014    | Rogers Cup, Montréal                   | Cemento       | Agnieszka Radwańska     | 4-6, 2-6            |
| 30. | 14 settembre 2014 | Bell Challenge, Québec                 | Sintetico (i) | Mirjana Lučić-Baroni    | 4-6, 3-6            |
| 31. | 24 luglio 2016    | Bank of the West Classic, Stanford (6) | Cemento       | Johanna Konta           | 5-7, 7-5, 2-6       |
| 32. | 28 gennaio 2017   | Australian Open, Melbourne (2)         | Cemento       | Serena Williams         | 4-6, 4-6            |
| 33. | 15 luglio 2017    | Torneo di Wimbledon, Londra (4)        | Erba          | Garbiñe Muguruza        | 5-7, 0-6            |
| 34. | 29 ottobre 2017   | WTA Finals, Singapore                  | Cemento (i)   | Caroline Wozniacki      | 4-6, 4-6            |

### Doppio

#### Vittorie (22)
| Legenda: Prima del 2009 | Legenda: Dal 2009     |
| ----------------------- | --------------------- |
| Grande Slam (14)        |                       |
| Ori Olimpici (3)        |                       |
| WTA Championships (0)   |                       |
| Tier I (1)              | Premier Mandatory (1) |
| Tier II (2)             | Premier 5 (0)         |
| Tier III (1)            | Premier (1)           |
| Tier IV & V (0)         | International (0)     |

| N.  | Data              | Torneo                                       | Superficie       | Compagno        | Avversari in finale                            | Punteggio      |
| 1.  | 23 febbraio 1998  | IGA U.S. Indoor Championships, Oklahoma City | Cemento          | Serena Williams | Cătălina Cristea Kristine Kunce                | 7-5, 6-2       |
| 2.  | 12 ottobre 1998   | Open di Zurigo, Zurigo                       | Sintetico (i)    | Serena Williams | Mariaan de Swardt Olena Tatarkova              | 5-7, 6-1, 6-3  |
| 3.  | 15 febbraio 1999  | Faber Grand Prix, Hannover                   | Sintetico indoor | Serena Williams | Alexandra Fusai Nathalie Tauziat               | 5-7, 6-2, 6-2  |
| 4.  | 24 maggio 1999    | Open di Francia, Parigi                      | Terra rossa      | Serena Williams | Martina Hingis Anna Kurnikova                  | 6-3, 62-7, 8-6 |
| 5.  | 30 agosto 1999    | US Open, New York                            | Cemento          | Serena Williams | Chanda Rubin Sandrine Testud                   | 4-6, 6-1, 6-4  |
| 6.  | 26 giugno 2000    | Torneo di Wimbledon, Londra                  | Erba             | Serena Williams | Julie Halard-Decugis Ai Sugiyama               | 6-3, 6-2       |
| 7.  | 28 settembre 2000 | Giochi Olimpici, Sydney                      | Cemento          | Serena Williams | Kristie Boogert Miriam Oremans                 | 6-1, 6-1       |
| 8.  | 15 gennaio 2001   | Australian Open, Melbourne                   | Cemento          | Serena Williams | Lindsay Davenport Corina Morariu               | 6-2, 2-6, 6-4  |
| 9.  | 24 giugno 2002    | Torneo di Wimbledon, Londra (2)              | Erba             | Serena Williams | Virginia Ruano Pascual Paola Suárez            | 6-2, 7-5       |
| 10. | 13 gennaio 2003   | Australian Open, Melbourne (2)               | Cemento          | Serena Williams | Virginia Ruano Pascual Paola Suárez            | 4-6, 6-4, 6-3  |
| 11. | 23 giugno 2008    | Torneo di Wimbledon, Londra (3)              | Erba             | Serena Williams | Lisa Raymond Samantha Stosur                   | 6-2, 6-2       |
| 12. | 10 agosto 2008    | Giochi Olimpici, Pechino (2)                 | Cemento          | Serena Williams | Anabel Medina Garrigues Virginia Ruano Pascual | 6-2, 6-0       |
| 13. | 19 gennaio 2009   | Australian Open, Melbourne (3)               | Cemento          | Serena Williams | Daniela Hantuchová Ai Sugiyama                 | 6-3, 6-3       |
| 14. | 22 giugno 2009    | Torneo di Wimbledon, Londra (4)              | Erba             | Serena Williams | Samantha Stosur Rennae Stubbs                  | 7-64, 6-4      |
| 15. | 27 luglio 2009    | Bank of the West Classic, Stanford           | Cemento          | Serena Williams | Yung-Jan Chan Monica Niculescu                 | 6-4, 6-1       |
| 16. | 31 agosto 2009    | US Open, New York (2)                        | Cemento          | Serena Williams | Cara Black Liezel Huber                        | 6-2, 6-2       |
| 17. | 18 gennaio 2010   | Australian Open, Melbourne (4)               | Cemento          | Serena Williams | Cara Black Liezel Huber                        | 6-4, 6-3       |
| 18. | 7 maggio 2010     | Mutua Madrileña Madrid Open, Madrid          | Terra rossa      | Serena Williams | Flavia Pennetta Gisela Dulko                   | 6-2, 7-5       |
| 19. | 23 maggio 2010    | Open di Francia, Parigi (2)                  | Terra rossa      | Serena Williams | Květa Peschke Katarina Srebotnik               | 6-2, 6-3       |
| 20. | 8 luglio 2012     | Torneo di Wimbledon, Londra (5)              | Erba             | Serena Williams | Andrea Hlaváčková Lucie Hradecká               | 7-5, 6-4       |
| 21. | 5 agosto 2012     | Giochi Olimpici, Londra (3)                  | Erba             | Serena Williams | Andrea Hlaváčková Lucie Hradecká               | 6-4, 6-4       |
| 22. | 9 luglio 2016     | Torneo di Wimbledon, Londra (6)              | Erba             | Serena Williams | Tímea Babos Yaroslava Shvedova                 | 6-3, 6-4       |

#### Sconfitte (1)
| Legenda: Prima del 2009 | Legenda: Dal 2009     |
| ----------------------- | --------------------- |
| Grande Slam (0)         |                       |
| Ori Olimpici (0)        |                       |
| WTA Championships (0)   |                       |
| Tier I (0)              | Premier Mandatory (0) |
| Tier II (1)             | Premier 5 (0)         |
| Tier III (0)            | Premier (0)           |
| Tier IV & V (0)         | International (0)     |

| N. | Data          | Torneo                    | Superficie | Compagno        | Avversari in finale              | Punteggio |
| 1  | 8 agosto 1999 | San Diego Open, San Diego | Cemento    | Serena Williams | Lindsay Davenport Corina Morariu | 4-6, 1-6  |

### Doppio misto

#### Vittorie (2)
| Anno | Torneo                     | Partner          | Avversari in finale       | Punteggio |
| 1998 | Roland Garros, Parigi      | Justin Gimelstob | Serena Williams Luis Lobo | 6-4 6-4   |
| 1998 | Australian Open, Melbourne | Justin Gimelstob | Helena Suková Cyril Suk   | 6-2 6-1   |

#### Sconfitte (1)
| Anno | Torneo                          | Partner    | Avversari in finale             | Punteggio         |
| 2006 | Wimbledon, Londra               | Bob Bryan  | Andy Ram Vera Zvonarëva         | 6-3 6-2           |
| 2016 | Giochi Olimpici, Rio de Janeiro | Rajeev Ram | Bethanie Mattek-Sands Jack Sock | 7-63, 1-6, [7-10] |

## Risultati in progressione
| V | F | SF | QF | #T | RR | Q# | A | Z# | PO | O | F-A | SF-B | ND |

(V) Torneo vinto; raggiunto (F) finale, (SF) semifinale, (QF) quarti di finale, (#T) turni 4, 3, 2, 1; (RR) round - robin; (Q#) Turno di qualificazione; (A) assente dal torneo; (Z#) Zona gruppo Coppa Davis/Fed Cup (con indicazione numero); (PO) play-off Coppa Davis o Fed Cup; vinto un (O) oro, (F-A) argento o (SF-B) bronzo ai Giochi Olimpici; (ND) torneo non disputato.

### Singolare
Aggiornato a fine WTA Finals 2017 
| Torneo                 | 1994            | 1995            | 1996            | 1997            | 1998          | 1999          | 2000          | 2001          | 2002          | 2003          | 2004            | 2005            | 2006            | 2007          | 2008          | 2009            | 2010            | 2011            | 2012            | 2013            | 2014            | 2015            | 2016            | 2017          | Titoli  | V–S     |
| ---------------------- | --------------- | --------------- | --------------- | --------------- | ------------- | ------------- | ------------- | ------------- | ------------- | ------------- | --------------- | --------------- | --------------- | ------------- | ------------- | --------------- | --------------- | --------------- | --------------- | --------------- | --------------- | --------------- | --------------- | ------------- | ------- | ------- |
| Tornei del Grande Slam |                 |                 |                 |                 |               |               |               |               |               |               |                 |                 |                 |               |               |                 |                 |                 |                 |                 |                 |                 |                 |               |         |         |
| Australian Open        | Assente         | Assente         | Assente         | Assente         | QF            | QF            | A             | SF            | QF            | F             | 3T              | 4T              | 1T              | A             | QF            | 2T              | QF              | 3T              | A               | 3T              | 1T              | QF              | 1T              | F             | 0/17    | 51–17   |
| Roland Garros          | Assente         | Assente         | Assente         | 2T              | QF            | 4T            | QF            | 1T            | F             | 4T            | QF              | 3T              | QF              | 3T            | 3T            | 3T              | 4T              | A               | 2T              | 1T              | 2T              | 1T              | 4T              | 4T            | 0/20    | 48–21   |
| Wimbledon              | Assente         | Assente         | Assente         | 1T              | QF            | QF            | V             | V             | F             | F             | 2T              | V               | 3T              | V             | V             | F               | QF              | 4T              | 1T              | A               | 3T              | 4T              | SF              | F             | 5/20    | 87–15   |
| US Open                | Assente         | Assente         | Assente         | F               | SF            | SF            | V             | V             | F             | A             | 4T              | QF              | A               | SF            | QF            | 4T              | SF              | 2T              | 2T              | 2T              | 3T              | QF              | 4T              | SF            | 2/19    | 76–16   |
| Vittorie-Sconfitte     | 0–0             | 0–0             | 0–0             | 7–3             | 17–4          | 15–4          | 18–1          | 19–2          | 22–4          | 15–3          | 10–4            | 16–3            | 6–3             | 14–2          | 17–3          | 12–4            | 16–4            | 6–2             | 2–3             | 3–3             | 5–4             | 11–4            | 11–4            | 20–4          | 7/76    | 262–68  |
| Giochi Olimpici        |                 |                 |                 |                 |               |               |               |               |               |               |                 |                 |                 |               |               |                 |                 |                 |                 |                 |                 |                 |                 |               |         |         |
| Olimpiadi              | Non disputato   | Non disputato   | A               | Non disputato   | Non disputato | Non disputato | O             | Non disputato | Non disputato | Non disputato | 3T              | Non disputato   | Non disputato   | Non disputato | QF            | Non disputato   | Non disputato   | Non disputato   | 3T              | Non disputato   | Non disputato   | Non disputato   | 1T              | ND            | 1/5     | 13–4    |
| Tour Finals            |                 |                 |                 |                 |               |               |               |               |               |               |                 |                 |                 |               |               |                 |                 |                 |                 |                 |                 |                 |                 |               |         |         |
| WTA Finals             | Non Qualificata | Non Qualificata | Non Qualificata | Non Qualificata | A             | SF            | Assente       | Assente       | SF            | A             | Non Qualificata | Non Qualificata | Non Qualificata | A             | V             | F               | A               | Non Qualificata | Non Qualificata | Non Qualificata | Non Qualificata | Non Qualificata | Non Qualificata | F             | 1/5     | 14–7    |
| WTA Elite Trophy[1]    | Non disputato   | Non disputato   | Non disputato   | Non disputato   | Non disputato | Non disputato | Non disputato | Non disputato | Non disputato | Non disputato | Non disputato   | Non disputato   | Non disputato   | Non disputato | Non disputato | Non Qualificata | Non Qualificata | Non Qualificata | A               | DNQ             | DNQ             | V               | A               | DNQ           | 1/1     | 4–0     |
| WTA Premier Mandatory  |                 |                 |                 |                 |               |               |               |               |               |               |                 |                 |                 |               |               |                 |                 |                 |                 |                 |                 |                 |                 |               |         |         |
| Indian Wells           | Tier II         | Tier II         | 4T              | QF              | SF            | Assente       | Assente       | SF            | Assente       | Assente       | Assente         | Assente         | Assente         | Assente       | Assente       | Assente         | Assente         | Assente         | Assente         | Assente         | Assente         | Assente         | 2T              | QF            | 0/6     | 13–5    |
| Miami                  | Assente         | Assente         | Assente         | 3T              | V             | V             | A             | V             | SF            | 4T            | QF              | SF              | A               | 3T            | QF            | SF              | F               | A               | QF              | 3T              | 4T              | QF              | 2T              | SF            | 3/18    | 61–14   |
| Madrid                 | Non disputato   | Non disputato   | Non disputato   | Non disputato   | Non disputato | Non disputato | Non disputato | Non disputato | Non disputato | Non disputato | Non disputato   | Non disputato   | Non disputato   | Non disputato | Non disputato | 2T              | F               | A               | 2T              | Assente         | Assente         | 1T              | A               | A             | 0/4     | 6–4     |
| Pechino                | Non disputato   | Non disputato   | Non disputato   | Non disputato   | Non disputato | Non disputato | Non disputato | Non disputato | Non disputato | Non disputato | Tier II         | Tier II         | Tier II         | Tier II       | Tier II       | 2T              | Assente         | Assente         | Assente         | 2T              | 3T              | 2T              | 1T              | A             | 0/5     | 3–5     |
| WTA Premier 5          |                 |                 |                 |                 |               |               |               |               |               |               |                 |                 |                 |               |               |                 |                 |                 |                 |                 |                 |                 |                 |               |         |         |
| Dubai / Doha[2]        | Non disputato   | Non disputato   | Non disputato   | Non disputato   | Non disputato | Non disputato | Non disputato | Tier II       | Tier II       | Tier II       | Tier II         | Tier II         | Tier II         | Tier II       | 3T            | V               | V               | Assente         | Assente         | Assente         | 2T              | 3T              | Assente         | Assente       | 2/5     | 13–3    |
| Roma                   | Assente         | Assente         | Assente         | Assente         | F             | V             | 3T            | Assente       | Assente       | Assente       | Assente         | Assente         | SF              | A             | QF            | SF              | QF              | A               | QF              | 1T              | 2T              | 3T              | 2T              | QF            | 1/13    | 32–12   |
| Montréal / Toronto     | A               | 1T              | A               | 1T              | Assente       | Assente       | Assente       | Assente       | Assente       | Assente       | Assente         | Assente         | Assente         | Assente       | Assente       | 2T              | Assente         | Assente         | Assente         | 1T              | F               | 1T              | 3T              | 3T            | 0/8     | 8–8     |
| Cincinnati             | Non disputato   | Non disputato   | Non disputato   | Non disputato   | Non disputato | Non disputato | Non disputato | Non disputato | Non disputato | Non disputato | Tier III        | Tier III        | Tier III        | Tier III      | Tier III      | 3T              | Assente         | Assente         | SF              | 2T              | 1T              | 2T              | A               | 2T            | 0/7     | 7–5     |
| Tokyo / Wuhan[3]       | Assente         | Assente         | Assente         | Assente         | Assente       | Assente       | Assente       | Assente       | Assente       | Assente       | QF              | Assente         | Assente         | Assente       | Assente       | 2T              | Assente         | Assente         | Assente         | SF              | 1T              | V               | 3T              | A             | 1/6     | 12–4    |
| Ex WTA Tier I          |                 |                 |                 |                 |               |               |               |               |               |               |                 |                 |                 |               |               |                 |                 |                 |                 |                 |                 |                 |                 |               |         |         |
| Charleston             | Assente         | Assente         | Assente         | Assente         | Assente       | Assente       | Assente       | Assente       | Assente       | Assente       | V               | 3T              | A               | SF            | A             | Premier         | Premier         | Premier         | Premier         | Premier         | Premier         | Premier         | Premier         | Premier       | 1/3     | 10–2    |
| Berlino                | Assente         | Assente         | Assente         | Assente         | Assente       | Assente       | Assente       | 3T            | Assente       | Assente       | F               | Assente         | Assente         | Assente       | Assente       | Non disputato   | Non disputato   | Non disputato   | Non disputato   | Non disputato   | Non disputato   | Non disputato   | Non disputato   | Non disputato | 0/2     | 5–2     |
| San Diego              | Tier II         | Tier II         | Tier II         | Tier II         | Tier II       | Tier II       | Tier II       | Tier II       | Tier II       | Tier II       | Assente         | Assente         | Assente         | QF            | Non disputato | Non disputato   | Premier         | Premier         | Premier         | Premier         | ND              | 125K            | Non disputato   | Non disputato | 0/1     | 3–1     |
| Zurigo                 | Assente         | Assente         | Assente         | QF              | F             | V             | Assente       | Assente       | Assente       | Assente       | QF              | Assente         | Assente         | Assente       | TII           | Non disputato   | Non disputato   | Non disputato   | Non disputato   | Non disputato   | Non disputato   | Non disputato   | Non disputato   | Non disputato | 1/4     | 11–3    |
| Mosca                  | Non disputato   | Non disputato   | TIII            | QF              | SF            | Assente       | Assente       | Assente       | 2T            | A             | QF              | Assente         | Assente         | Assente       | 1T            | Premier         | Premier         | Premier         | Premier         | Premier         | Premier         | Premier         | Premier         | Premier       | 0/5     | 6–5     |
| Statistiche carriera   |                 |                 |                 |                 |               |               |               |               |               |               |                 |                 |                 |               |               |                 |                 |                 |                 |                 |                 |                 |                 |               |         |         |
|                        | 1994            | 1995            | 1996            | 1997            | 1998          | 1999          | 2000          | 2001          | 2002          | 2003          | 2004            | 2005            | 2006            | 2007          | 2008          | 2009            | 2010            | 2011            | 2012            | 2013            | 2014            | 2015            | 2016            | 2017          | V–S     | V–S     |
| Tornei giocati         | 1               | 3               | 5               | 13              | 16            | 18            | 10            | 12            | 16            | 6             | 16              | 12              | 6               | 13            | 14            | 16              | 9               | 4               | 10              | 10              | 13              | 18              | 17              | 13            | 271     | 271     |
| Titoli-Finali          | 0–0             | 0–0             | 0–0             | 0–1             | 3–7           | 6–10          | 6–7           | 6–6           | 7–11          | 1–4           | 2–4             | 2–4             | 0–0             | 3–4           | 3–3           | 2–5             | 2–4             | 0–0             | 1–1             | 0–0             | 1–3             | 3–3             | 1–2             | 0–3           | 49–83   | 49–83   |
| Cemento V-S            | 0–0             | 0–2             | 2–3             | 13–6            | 35–7          | 36–7          | 25–0          | 32–2          | 35–5          | 10–2          | 21–9            | 17–5            | 1–2             | 26–5          | 29–9          | 21–11           | 19–3            | 3–1             | 14–3            | 13–6            | 23–8            | 34–9            | 16–11           | 26–10         | 449–129 | 449–129 |
| Terra V-S              | 0–0             | 0–0             | 0–1             | 2–2             | 9–2           | 14–2          | 6–3           | 5–2           | 14–2          | 6–2           | 19–1            | 10–4            | 10–3            | 12–5          | 4–2           | 11–4            | 15–3            | 0–0             | 8–4             | 3–3             | 4–3             | 4–3             | 5–3             | 6–3           | 16+–59  | 16+–59  |
| Erba V-S               | 0–0             | 0–0             | 0–0             | 1–2             | 4–2           | 4–1           | 7–0           | 7–0           | 6–1           | 6–1           | 1–1             | 7–0             | 2–1             | 7–0           | 7–0           | 6–1             | 4–1             | 5–2             | 2–2             | 0–0             | 2–1             | 3–1             | 5–1             | 6–1           | 92–19   | 92–19   |
| Sintetico V-S          | 1–1             | 2–1             | 0–1             | 3–3             | 5–2           | 7–3           | 3–1           | 2–1           | 7–1           | 4–0           | 3–1             | 3–1             | 0–0             | 5–0           | 0–0           | 0–0             | 0–0             | 0–0             | 0–0             | 0–0             | 4–1             | 0–0             | 0–0             | 0–0           | 49–17   | 49–17   |
| Totale V-S             | 1–1             | 2–3             | 2–5             | 31–14           | 53–13         | 61–13         | 41–4          | 46–5          | 62–9          | 26–5          | 44–12           | 37–10           | 13–6            | 50–10         | 40–11         | 38–16           | 38–7            | 8–3             | 24–9            | 16–9            | 33–13           | 41–13           | 26–15           | 26–8          | 775–222 | 775–222 |
| Vittorie %             | 50%             | 40%             | 29%             | 69%             | 80%           | 82%           | 91%           | 90%           | 87%           | 84%           | 79%             | 79%             | 68%             | 83%           | 78%           | 70%             | 84%             | 73%             | 73%             | 64%             | 72%             | 76%             | 63%             | 73%           | 77%     | 77%     |
| Ranking                | –               | 204             | 216             | 22              | 5             | 3             | 3             | 3             | 2             | 11            | 9               | 10              | 48              | 8             | 6             | 6               | 5               | 103             | 24              | 49              | 19              | 7               | 17              | 5             |         |         |

Note
- 1 WTA Tournament of Champions dal 2009 - 2014; WTA Elite Trophy 2015 - presente.
- 2 il Dubai Tennis Championships e il Qatar Ladies Open di Doha si scambiano frequentemente lo status tra evento Premier ed evento Premier 5.
- 3 Nel 2014 il Toray Pan Pacific Open ha cambiato lo status in evento Premier ed è stato sostituito dal Wuhan Open come evento Premier 5.

### Doppio femminile
| Torneo                 | 1997          | 1998          | 1999          | 2000    | 2001          | 2002          | 2003          | 2004    | 2005          | 2006          | 2007          | 2008    | 2009          | 2010          | 2011          | 2012    | 2013          | 2014          | 2015          | 2016    | 2017 | V–S    |
| ---------------------- | ------------- | ------------- | ------------- | ------- | ------------- | ------------- | ------------- | ------- | ------------- | ------------- | ------------- | ------- | ------------- | ------------- | ------------- | ------- | ------------- | ------------- | ------------- | ------- | ---- | ------ |
| Tornei del Grande Slam |               |               |               |         |               |               |               |         |               |               |               |         |               |               |               |         |               |               |               |         |      |        |
| Australian Open        | A             | 3T            | SF            | A       | V             | A             | V             | Assente | Assente       | Assente       | Assente       | QF      | V             | V             | Assente       | Assente | QF            | A             | A             | A       | A    | 36–4   |
| Roland Garros          | Assente       | Assente       | V             | Assente | Assente       | Assente       | Assente       | Assente | Assente       | Assente       | Assente       | Assente | 3T            | V             | Assente       | Assente | 1T            | A             | A             | 3T      | A    | 15–2   |
| Wimbledon              | A             | 1T            | A             | V       | 3T            | V             | 3T            | Assente | Assente       | Assente       | 2T            | V       | V             | QF            | A             | V       | A             | 2T            | A             | V       | A    | 45–3   |
| US Open                | 1T            | A             | V             | SF      | 3T            | Assente       | Assente       | Assente | Assente       | Assente       | Assente       | Assente | V             | Assente       | Assente       | 3T      | SF            | QF            | Assente       | Assente | A    | 27–5   |
| Vittorie–Sconfitte     | 0–1           | 2–1           | 16–1          | 10–0    | 10–1          | 6–0           | 8–1           | 0–0     | 0–0           | 0–0           | 1–0           | 9–1     | 20–1          | 14–1          | 0–0           | 8–1     | 7–3           | 4–2           | 0–0           | 8–1     |      | 123–14 |
| Giochi Olimpici        |               |               |               |         |               |               |               |         |               |               |               |         |               |               |               |         |               |               |               |         |      |        |
| Olimpiadi              | Non disputato | Non disputato | Non disputato | O       | Non disputato | Non disputato | Non disputato | 1T      | Non disputato | Non disputato | Non disputato | O       | Non disputato | Non disputato | Non disputato | O       | Non disputato | Non disputato | Non disputato | 1T      | ND   | 15–2   |

#### Partner
| Anno                          | Partner                              |
| ----------------------------- | ------------------------------------ |
| 1997–2003 2007–2010 2012–2016 | Serena Williams                      |
| 2004                          | Chanda Rubin (Giochi Olimpici 2004)  |
| 2008                          | Caroline Wozniacki (Qatar Open 2008) |

### Doppio misto
| Tornei del Grande Slam |     |      |         |         |         |         |         |         |         |         |         |      |
| Australian Open        | A   | V    | Assente | Assente | Assente | Assente | Assente | Assente | Assente | Assente | Assente | 5–0  |
| Roland Garros          | A   | V    | Assente | Assente | Assente | Assente | Assente | Assente | Assente | Assente | Assente | 6–0  |
| Wimbledon              | 1T  | SF   | QF      | Assente | Assente | Assente | Assente | Assente | 3R      | F       | Assente | 13–5 |
| US Open                | A   | QF   | Assente | Assente | Assente | Assente | Assente | Assente | Assente | Assente | Assente | 2–1  |
| Vittorie–Sconfitte     | 0–1 | 17–2 | 2–1     | 0–0     | 0–0     | 0–0     | 0–0     | 0–0     | 1–1     | 5–1     | 0–0     | 25–6 |

#### Partner
| Anno      | Partner              |
| --------- | -------------------- |
| 1997      | Christo van Rensburg |
| 1998–1999 | Justin Gimelstob     |
| 2005      | Mark Knowles         |
| 2006      | Bob Bryan            |
| 2016      | Rajeev Ram           |

## Vittorie contro giocatrici top 10
| Stagione | 1997 | 1998 | 1999 | 2000 | 2001 | 2002 | 2003 | 2004 | 2005 | 2006 | 2007 | 2008 | 2009 | 2010 | 2011 | 2012 | 2013 | 2014 | 2015 | 2016 | 2017 | 2018 | 2019 | Totale |
| -------- | ---- | ---- | ---- | ---- | ---- | ---- | ---- | ---- | ---- | ---- | ---- | ---- | ---- | ---- | ---- | ---- | ---- | ---- | ---- | ---- | ---- | ---- | ---- | ------ |
| Vittorie | 2    | 10   | 18   | 12   | 14   | 16   | 6    | 0    | 6    | 2    | 8    | 9    | 6    | 4    | 0    | 5    | 1    | 3    | 7    | 0    | 7    | 0    | 2    | 138    |

| #    | Giocatrice                  | Ranking | Evento                                     | Superficie      | Turno | Punteggio        | Rank. VWR |
| ---- | --------------------------- | ------- | ------------------------------------------ | --------------- | ----- | ---------------- | --------- |
| 1997 |                             |         |                                            |                 |       |                  |           |
| 1.   | Iva Majoli                  | 9       | Indian Wells Open, Indian Wells            | Cemento         | 3T    | 7-5, 3-6, 7-5    | 211       |
| 2.   | Anke Huber                  | 8       | US Open, New York                          | Cemento         | 3T    | 6-3, 6-4         | 66        |
| 1998 |                             |         |                                            |                 |       |                  |           |
| 3.   | Martina Hingis (1)          | 1       | Sydney International, Sydney               | Cemento         | 2T    | 3-6, 6-4, 7-5    | 21        |
| 4.   | Lindsay Davenport (1)       | 2       | U.S. Indoor Championships, Oklahoma City   | Cemento (i)     | SF    | 6(4)-7, 6-2, 6-3 | 14        |
| 5.   | Martina Hingis (2)          | 1       | Miami Open, Miami                          | Cemento         | SF    | 6-2, 5-7, 6-2    | 11        |
| 6.   | Arantxa Sánchez Vicario (1) | 5       | Internazionali d'Italia, Roma              | Terra rossa     | SF    | 6-3, 2-6, 7-5    | 9         |
| 7.   | Monica Seles (1)            | 6       | Stanford Classic, Stanford                 | Cemento         | SF    | 6-3, 6-4         | 5         |
| 8.   | Arantxa Sánchez Vicario (2) | 4       | US Open, New York                          | Cemento         | QF    | 2-6, 6-1, 6-1    | 5         |
| 9.   | Arantxa Sánchez Vicario (3) | 4       | Grand Slam Cup, Monaco di Baviera          | Cemento (i)     | QF    | 6-3, 6-2         | 5         |
| 10.  | Nathalie Tauziat (1)        | 8       | Grand Slam Cup, Monaco di Baviera          | Cemento (i)     | SF    | 6-4, 6-0         | 5         |
| 11.  | Patty Schnyder (1)          | 9       | Grand Slam Cup, Monaco di Baviera          | Cemento (i)     | F     | 6-2, 3-6, 6-2    | 5         |
| 12.  | Nathalie Tauziat (2)        | 8       | Zurich Open, Zurigo                        | Sintetico (i)   | SF    | 6-3, 6-4         | 5         |
| 1999 |                             |         |                                            |                 |       |                  |           |
| 13.  | Steffi Graf (1)             | 7       | Faber Grand Prix, Hannover                 | Sintetico (i)   | SF    | 6-3, 3-6, 6-3    | 6         |
| 14.  | Amanda Coetzer (1)          | 10      | U.S. Indoor Championships, Oklahoma City   | Cemento (i)     | F     | 6-4, 6-0         | 5         |
| 15.  | Jana Novotná                | 4       | Miami Open, Miami                          | Cemento         | QF    | 5-7, 6-2, 6-3    | 6         |
| 16.  | Steffi Graf (2)             | 4       | Miami Open, Miami                          | Cemento         | SF    | 6-2, 6-4         | 6         |
| 17.  | Arantxa Sánchez Vicario (4) | 6       | Hamburg European Open, Amburgo             | Terra rossa     | SF    | 6-1, 6-3         | 7         |
| 18.  | Mary Pierce (1)             | 8       | Hamburg European Open, Amburgo             | Terra rossa     | F     | 6-0, 6-3         | 7         |
| 19.  | Martina Hingis (3)          | 1       | Internazionali d'Italia, Roma              | Terra rossa     | SF    | 6-4, 1-6, 6-4    | 5         |
| 20.  | Mary Pierce (2)             | 8       | Internazionali d'Italia, Roma              | Terra rossa     | F     | 6-4, 6-2         | 5         |
| 21.  | Amanda Coetzer (2)          | 9       | Stanford Classic, Stanford                 | Cemento         | SF    | 6-1, 6-4         | 4         |
| 22.  | Lindsay Davenport (2)       | 1       | San Diego Open, San Diego                  | Cemento         | SF    | 6-4, 7-5         | 4         |
| 23.  | Monica Seles (2)            | 5       | New Haven Open, New Haven                  | Cemento         | SF    | 6-1, 6-3         | 4         |
| 24.  | Lindsay Davenport (3)       | 2       | New Haven Open, New Haven                  | Cemento         | F     | 6-2, 7-5         | 4         |
| 25.  | Barbara Schett (1)          | 8       | Grand Slam Cup, Monaco di Baviera          | Cemento (i)     | QF    | 6-3, 6-4         | 3         |
| 26.  | Martina Hingis (4)          | 1       | Grand Slam Cup, Monaco di Baviera          | Cemento (i)     | SF    | 6-2, 6(6)-7, 9-7 | 3         |
| 27.  | Julie Halard-Decugis        | 8       | Zurich Open, Zurigo                        | Cemento (i)     | QF    | 6-2, 6-3         | 3         |
| 28.  | Mary Pierce (3)             | 6       | Zurich Open, Zurigo                        | Cemento (i)     | SF    | 6-4, 6-4         | 3         |
| 29.  | Martina Hingis (5)          | 1       | Zurich Open, Zurigo                        | Cemento (i)     | F     | 6-3, 6-4         | 3         |
| 30.  | Barbara Schett (2)          | 8       | WTA Tour Championships, New York           | Sintetico (i)   | QF    | 6-4, 7-6(4)      | 3         |
| 2000 |                             |         |                                            |                 |       |                  |           |
| 31.  | Martina Hingis (6)          | 1       | Torneo di Wimbledon, Londra                | Erba            | QF    | 6-3, 4-6, 6-4    | 5         |
| 32.  | Serena Williams (1)         | 8       | Torneo di Wimbledon, Londra                | Erba            | SF    | 6-2, 7-6(3)      | 5         |
| 33.  | Lindsay Davenport (4)       | 2       | Torneo di Wimbledon, Londra                | Erba            | F     | 6-3, 7-6(3)      | 5         |
| 34.  | Lindsay Davenport (5)       | 2       | Stanford Classic, Stanford                 | Cemento         | F     | 6-1, 6-4         | 3         |
| 35.  | Conchita Martínez           | 6       | San Diego Open, San Diego                  | Cemento         | QF    | 6-3, 6-0         | 3         |
| 36.  | Monica Seles (3)            | 5       | San Diego Open, San Diego                  | Cemento         | F     | 6-0, 6(3)-7, 6-3 | 3         |
| 37.  | Monica Seles (4)            | 6       | New Haven Open, New Haven                  | Cemento         | F     | 6-2, 6-4         | 3         |
| 38.  | Nathalie Tauziat (3)        | 8       | US Open, New York                          | Cemento         | QF    | 6-4, 1-6, 6-1    | 3         |
| 39.  | Martina Hingis (7)          | 1       | US Open, New York                          | Cemento         | SF    | 4-6, 6-3, 7-5    | 3         |
| 40.  | Lindsay Davenport (6)       | 2       | US Open, New York                          | Cemento         | F     | 6-4, 7-5         | 3         |
| 41.  | Arantxa Sánchez Vicario (5) | 9       | Giochi Olimpici, Sydney                    | Cemento         | QF    | 3-6, 6-2, 6-4    | 3         |
| 42.  | Monica Seles (5)            | 5       | Giochi Olimpici, Sydney                    | Cemento         | SF    | 6-1, 4-6, 6-3    | 3         |
| 2001 |                             |         |                                            |                 |       |                  |           |
| 43.  | Martina Hingis (8)          | 1       | Miami Open, Miami                          | Cemento         | SF    | 6-3, 7-6(6)      | 3         |
| 44.  | Jennifer Capriati (1)       | 5       | Miami Open, Miami                          | Cemento         | F     | 4-6, 6-1, 7-6(4) | 3         |
| 45.  | Nathalie Tauziat (4)        | 8       | Torneo di Wimbledon, Londra                | Erba            | QF    | 7-5, 6-1         | 2         |
| 46.  | Lindsay Davenport (7)       | 3       | Torneo di Wimbledon, Londra                | Erba            | SF    | 6-2, 6(1)-7, 6-1 | 2         |
| 47.  | Justine Henin (1)           | 9       | Torneo di Wimbledon, Londra                | Erba            | F     | 6-1, 3-6, 6-0    | 2         |
| 48.  | Nathalie Tauziat (5)        | 9       | San Diego Open, San Diego                  | Cemento         | QF    | 6-2, 6-2         | 3         |
| 49.  | Lindsay Davenport (8)       | 4       | San Diego Open, San Diego                  | Cemento         | SF    | 6-2, 7-5         | 3         |
| 50.  | Monica Seles (6)            | 10      | San Diego Open, San Diego                  | Cemento         | F     | 6-2, 6-3         | 3         |
| 51.  | Justine Henin (2)           | 6       | New Haven Open, New Haven                  | Cemento         | QF    | 6-3, 5-7, 6-2    | 4         |
| 52.  | Jennifer Capriati (2)       | 2       | New Haven Open, New Haven                  | Cemento         | SF    | 6-4, 7-6(1)      | 4         |
| 53.  | Lindsay Davenport (9)       | 3       | New Haven Open, New Haven                  | Cemento         | F     | 7-6(6), 6-4      | 4         |
| 54.  | Kim Clijsters (1)           | 5       | US Open, New York                          | Cemento         | QF    | 6-3, 6-1         | 4         |
| 55.  | Jennifer Capriati (3)       | 2       | US Open, New York                          | Cemento         | SF    | 6-4, 6-2         | 4         |
| 56.  | Serena Williams (2)         | 10      | US Open, New York                          | Cemento         | F     | 6-2, 6-4         | 4         |
| 2002 |                             |         |                                            |                 |       |                  |           |
| 57.  | Justine Henin (3)           | 7       | Australian Women's Hardcourts, Gold Coast  | Cemento         | F     | 7-5, 6-2         | 3         |
| 58.  | Amélie Mauresmo (1)         | 8       | Open Gaz de France, Parigi                 | Cemento (i)     | SF    | 4-6, 7-6(3), 7-5 | 2         |
| 59.  | Amélie Mauresmo (2)         | 10      | Diamond Games, Anversa                     | Sintetico (i)   | SF    | 7-6(4), 6-0      | 2         |
| 60.  | Justine Henin (4)           | 9       | Diamond Games, Anversa                     | Sintetico (i)   | F     | 6-3, 5-7, 6-3    | 2         |
| 61.  | Justine Henin (5)           | 9       | Amelia Island Championships, Amelia Island | Terra verde     | F     | 2-6, 7-5, 7-6(5) | 2         |
| 62.  | Martina Hingis (9)          | 4       | Hamburg European Open, Amburgo             | Terra rossa     | SF    | 7-5, 6-3         | 1         |
| 63.  | Monica Seles (7)            | 6       | Open di Francia, Parigi                    | Terra rossa     | QF    | 6-4, 6-3         | 2         |
| 64.  | Justine Henin (6)           | 6       | Torneo di Wimbledon, Londra                | Erba            | SF    | 6-3, 6-2         | 1         |
| 65.  | Kim Clijsters (2)           | 5       | Stanford Classic, Stanford                 | Cemento         | F     | 6-3, 6-3         | 2         |
| 66.  | Kim Clijsters (3)           | 7       | San Diego Open, San Diego                  | Cemento         | QF    | 6-3, 5-7, 6-4    | 2         |
| 67.  | Lindsay Davenport (10)      | 9       | San Diego Open, San Diego                  | Cemento         | SF    | 6-2, 6-1         | 2         |
| 68.  | Jelena Dokić                | 5       | San Diego Open, San Diego                  | Cemento         | F     | 6-2, 6-2         | 2         |
| 69.  | Lindsay Davenport (11)      | 10      | New Haven Open, New Haven                  | Cemento         | F     | 7-5, 6-0         | 2         |
| 70.  | Monica Seles (8)            | 5       | US Open, New York                          | Cemento         | QF    | 6-2, 6-3         | 2         |
| 71.  | Amélie Mauresmo (3)         | 9       | US Open, New York                          | Cemento         | SF    | 6-3, 5-7, 6-4    | 2         |
| 72.  | Monica Seles (9)            | 7       | WTA Tour Championships, Los Angeles        | Cemento (i)     | QF    | 7-5, 6-4         | 2         |
| 2003 |                             |         |                                            |                 |       |                  |           |
| 73.  | Daniela Hantuchová (1)      | 8       | Australian Open, Melbourne                 | Cemento         | QF    | 6-4, 6-3         | 2         |
| 74.  | Justine Henin (7)           | 5       | Australian Open, Melbourne                 | Cemento         | SF    | 6-3, 6-3         | 2         |
| 75.  | Daniela Hantuchová (2)      | 5       | Diamond Games, Anversa                     | Sintetico (i)   | SF    | 6-1, 6-4         | 2         |
| 76.  | Kim Clijsters (4)           | 3       | Diamond Games, Anversa                     | Sintetico (i)   | F     | 6-2, 6-4         | 2         |
| 77.  | Lindsay Davenport (12)      | 5       | Torneo di Wimbledon, Londra                | Erba            | QF    | 6-2, 2-6, 6-1    | 4         |
| 78.  | Kim Clijsters (5)           | 2       | Torneo di Wimbledon, Londra                | Erba            | SF    | 4-6, 6-3, 6-1    | 4         |
| 2005 |                             |         |                                            |                 |       |                  |           |
| 79.  | Anastasija Myskina          | 6       | Diamond Games, Anversa                     | Cemento (i)     | SF    | 6-3, 3-6, 6-3    | 8         |
| 80.  | Serena Williams (3)         | 4       | Miami Open, Miami                          | Cemento         | QF    | 6-1, 7-6(8)      | 9         |
| 81.  | Marija Šarapova (1)         | 2       | Torneo di Wimbledon, Londra                | Erba            | SF    | 7-6(2), 6-1      | 16        |
| 82.  | Lindsay Davenport (13)      | 1       | Torneo di Wimbledon, Londra                | Erba            | F     | 4-6, 7-6(4), 9-7 | 16        |
| 83.  | Elena Dement'eva (1)        | 5       | Fed Cup, Mosca                             | Terra rossa (i) | SF    | 6-1, 6-2         | 8         |
| 84.  | Serena Williams (4)         | 8       | US Open, New York                          | Cemento         | 4T    | 7-6(5), 6-2      | 10        |
| 2006 |                             |         |                                            |                 |       |                  |           |
| 85.  | Patty Schnyder (2)          | 9       | Internazionali d'Italia, Roma              | Terra rossa     | 3T    | 7-6(2), 3-6, 6-1 | 12        |
| 86.  | Patty Schnyder (3)          | 9       | Open di Francia, Parigi                    | Terra rossa     | 4T    | 4-6, 6-3, 6-2    | 13        |
| 2007 |                             |         |                                            |                 |       |                  |           |
| 87.  | Marija Šarapova (2)         | 2       | Torneo di Wimbledon, Londra                | Erba            | 4T    | 6-1, 6-3         | 31        |
| 88.  | Svetlana Kuznecova (1)      | 5       | Torneo di Wimbledon, Londra                | Erba            | QF    | 6-3, 6-4         | 31        |
| 89.  | Ana Ivanović (1)            | 6       | Torneo di Wimbledon, Londra                | Erba            | SF    | 6-2, 6-4         | 31        |
| 90.  | Nadia Petrova               | 9       | Fed Cup, Stowe                             | Cemento         | SF    | 7-6(6), 0-6, 6-4 | 17        |
| 91.  | Anna Čakvetadze             | 8       | Fed Cup, Stowe                             | Cemento         | SF    | 6-1, 6-4         | 17        |
| 92.  | Daniela Hantuchová (3)      | 10      | San Diego Open, San Diego                  | Cemento         | 3T    | 6-0, 6-3         | 16        |
| 93.  | Ana Ivanović (2)            | 5       | US Open, New York                          | Cemento         | 4T    | 6-4, 6-2         | 14        |
| 94.  | Jelena Janković (1)         | 3       | US Open, New York                          | Cemento         | QF    | 4-6, 6-1, 7-6(4) | 14        |
| 2008 |                             |         |                                            |                 |       |                  |           |
| 95.  | Elena Dement'eva (2)        | 5       | Torneo di Wimbledon, Londra                | Erba            | SF    | 6-1, 7-6(3)      | 7         |
| 96.  | Serena Williams (5)         | 6       | Torneo di Wimbledon, Londra                | Erba            | F     | 7-5, 6-4         | 7         |
| 97.  | Dinara Safina (1)           | 3       | Stuttgart Open, Stoccarda                  | Cemento (i)     | QF    | 6-4, 6-2         | 8         |
| 98.  | Ana Ivanović (3)            | 4       | Zurich Open, Zurigo                        | Cemento (i)     | SF    | 4-6, 6-3, 6-4    | 9         |
| 99.  | Dinara Safina (2)           | 2       | WTA Tour Championships, Doha               | Cemento         | RR    | 7-5, 6-3         | 8         |
| 100. | Elena Dement'eva (3)        | 5       | WTA Tour Championships, Doha               | Cemento         | RR    | 6-4, 4-6, 6-3    | 8         |
| 101. | Serena Williams (6)         | 3       | WTA Tour Championships, Doha               | Cemento         | RR    | 5-7, 6-1, 6-0    | 8         |
| 102. | Jelena Janković (2)         | 1       | WTA Tour Championships, Doha               | Cemento         | SF    | 6-2, 2-6, 6-3    | 8         |
| 103. | Vera Zvonarëva              | 9       | WTA Tour Championships, Doha               | Cemento         | F     | 6(5)-7, 6-0, 6-2 | 8         |
| 2009 |                             |         |                                            |                 |       |                  |           |
| 104. | Elena Dement'eva (4)        | 4       | Dubai Tennis Championships, Dubai          | Cemento         | QF    | 6-3, 6-3         | 6         |
| 105. | Serena Williams (7)         | 1       | Dubai Tennis Championships, Dubai          | Cemento         | SF    | 6-1, 2-6, 7-6(3) | 6         |
| 106. | Dinara Safina (3)           | 1       | Torneo di Wimbledon, Londra                | Erba            | SF    | 6-1, 6-0         | 3         |
| 107. | Elena Dement'eva (5)        | 4       | Stanford Classic, Stanford                 | Cemento         | SF    | 6-0, 6-1         | 3         |
| 108. | Svetlana Kuznecova (2)      | 3       | WTA Tour Championships, Doha               | Cemento         | RR    | 6-2, 6(3)-7, 6-4 | 7         |
| 109. | Jelena Janković (3)         | 8       | WTA Tour Championships, Doha               | Cemento         | SF    | 5-7, 6-3, 6-4    | 7         |
| 2010 |                             |         |                                            |                 |       |                  |           |
| 110. | Viktoryja Azaranka (1)      | 6       | Dubai Tennis Championships, Dubai          | Cemento         | F     | 6-3, 7-5         | 5         |
| 111. | Agnieszka Radwańska (1)     | 9       | Miami Open, Miami                          | Cemento         | QF    | 6-3, 6-1         | 5         |
| 112. | Samantha Stosur (1)         | 8       | Madrid Open, Madrid                        | Terra rossa     | QF    | 6-3, 6-3         | 3         |
| 113. | Francesca Schiavone         | 7       | US Open, New York                          | Cemento         | QF    | 7-6(5), 6-4      | 4         |
| 2012 |                             |         |                                            |                 |       |                  |           |
| 114. | Petra Kvitová (1)           | 3       | Miami Open, Miami                          | Cemento         | 2T    | 6-4, 4-6, 6-0    | 134       |
| 115. | Samantha Stosur (2)         | 5       | Internazionali d'Italia, Roma              | Terra rossa     | 3T    | 6-4, 6-3         | 63        |
| 116. | Sara Errani (1)             | 9       | Giochi Olimpici, Londra                    | Erba            | 1T    | 6-3, 6-1         | 72        |
| 117. | Sara Errani (2)             | 10      | Cincinnati Open, Cincinnati                | Cemento         | 3T    | 6-3, 6-0         | 64        |
| 118. | Samantha Stosur (3)         | 6       | Cincinnati Open, Cincinnati                | Cemento         | QF    | 6-2, 6(2)-7, 6-4 | 64        |
| 2013 |                             |         |                                            |                 |       |                  |           |
| 119. | Viktoryja Azaranka (2)      | 2       | Pan Pacific Open, Tokyo                    | Cemento         | 2T    | 6-2, 6-4         | 63        |
| 2014 |                             |         |                                            |                 |       |                  |           |
| 120. | Viktoryja Azaranka (3)      | 10      | Stanford Classic, Stanford                 | Cemento         | 2T    | 6-4, 7-6(1)      | 25        |
| 121. | Angelique Kerber (1)        | 7       | Canadian Open, Montréal                    | Cemento         | 3T    | 6-3, 3-6, 6-4    | 26        |
| 122. | Serena Williams (8)         | 1       | Canadian Open, Montréal                    | Cemento         | SF    | 6(2)-7, 6-2, 6-3 | 26        |
| 2015 |                             |         |                                            |                 |       |                  |           |
| 123. | Caroline Wozniacki (1)      | 8       | ASB Classic, Auckland                      | Cemento         | F     | 2-6, 6-3, 6-3    | 19        |
| 124. | Agnieszka Radwańska (2)     | 6       | Australian Open, Melbourne                 | Cemento         | 4T    | 6-3, 2-6, 6-1    | 18        |
| 125. | Agnieszka Radwańska (3)     | 8       | Qatar Ladies Open, Doha                    | Cemento         | QF    | 6-4, 1-6, 6-3    | 17        |
| 126. | Caroline Wozniacki (2)      | 5       | Miami Open, Miami                          | Cemento         | 4T    | 6-3, 7-6(1)      | 16        |
| 127. | Agnieszka Radwańska (4)     | 7       | Wuhan Open, Wuhan                          | Cemento         | 1T    | 6-1, 7-6(4)      | 24        |
| 128. | Carla Suárez Navarro        | 10      | Wuhan Open, Wuhan                          | Cemento         | 3T    | 6-3, 6-4         | 24        |
| 129. | Garbiñe Muguruza (1)        | 8       | Wuhan Open, Wuhan                          | Cemento         | F     | 6-3, 3-0 rit.    | 24        |
| 2017 |                             |         |                                            |                 |       |                  |           |
| 130. | Svetlana Kuznecova (3)      | 7       | Miami Open, Miami                          | Cemento         | 4T    | 6-3, 7-6(4)      | 12        |
| 131. | Angelique Kerber (2)        | 1       | Miami Open, Miami                          | Cemento         | QF    | 7-5, 6-3         | 12        |
| 132. | Johanna Konta (1)           | 6       | Internazionali d'Italia, Roma              | Terra rossa     | 3T    | 6-1, 3-6, 6-1    | 12        |
| 133. | Johanna Konta (2)           | 7       | Torneo di Wimbledon, Londra                | Erba            | SF    | 6-4, 6-2         | 11        |
| 134. | Jeļena Ostapenko            | 7       | WTA Finals, Singapore                      | Cemento (i)     | RR    | 7-5, 6(3)-7, 7-5 | 5         |
| 135. | Garbiñe Muguruza (2)        | 2       | WTA Finals, Singapore                      | Cemento (i)     | RR    | 7-5, 6-4         | 5         |
| 136. | Caroline Garcia             | 8       | WTA Finals, Singapore                      | Cemento (i)     | SF    | 6(3)-7, 6-2, 6-3 | 5         |
| 2019 |                             |         |                                            |                 |       |                  |           |
| 137. | Petra Kvitová (2)           | 3       | Indian Wells Open, Indian Wells            | Cemento         | 2T    | 4-6, 7-5, 6-4    | 36        |
| 138. | Kiki Bertens                | 5       | Cincinnati Open, Cincinnati                | Cemento         | 2T    | 6-3, 3-6, 7-6(4) | 65        |